# Giovanni Pietro Capotorto
Giovanni Pietro Filomeno Donato Capotorti, cognome poi mutato in Capotorto con decreto luogotenenziale 12 novembre 1916 (Giovinazzo, 3 ottobre 1841 – Roma, 17 aprile 1931) è stato un magistrato e politico italiano.

## Biografia
Laureato in legge inizia la carriera in magistratura nel 1867 come uditore alla procura generale di Napoli. Giudice ai tribunali civili e penali di Chiavari, Genova, Sciacca, Nicastro, Palermo e Lucera è stato in seguito consigliere della Corte d'appello di Catania (11 luglio 1889), consigliere della Corte di cassazione di Torino (19 novembre 1899), consigliere della Corte di cassazione di Roma (2 ottobre 1900), primo presidente della Corte d'appello di Cagliari (20 ottobre 1905), presidente di sezione della Corte di cassazione di Roma (15 febbraio 1912) e procuratore generale presso la Corte di cassazione di Palermo (17 febbraio-15 ottobre 1916). Viene messo a riposo come procuratore generale onorario presso la Corte di cassazione. 